# Burg, Spree-Neiße
Burg là một đô thị thuộc huyện Spree-Neiße, bang Brandenburg, Đức. Đô thị Burg, Spree-Neisse có diện tích 35,16 km², dân số thời điểm 31 tháng 12 năm 2006 là 4582 người.